# (15557) Kimcochran
(15557) Kimcochran est un astéroïde de la ceinture principale.

## Description
(15557) Kimcochran est un astéroïde de la ceinture principale. Il fut découvert le 2 avril 2000 à Kitt Peak par le projet Spacewatch. Il présente une orbite caractérisée par un demi-grand axe de 2,86 UA, une excentricité de 0,08 et une inclinaison de 1,2° par rapport à l'écliptique.

## Compléments